# إيلا لوغان
إيلا لوغان (بالإنجليزية: Ella Logan)‏ هي مغنية وممثلة أمريكية، ولدت في 6 مارس 1913، وتوفيت في 1 مايو 1969 بسبب سرطان.

## وصلات خارجية
- إيلا لوغان على موقع IMDb (الإنجليزية)
- إيلا لوغان على موقع ميوزك برينز (الإنجليزية)
- إيلا لوغان على موقع أول موفي (الإنجليزية)
- إيلا لوغان على موقع قاعدة بيانات برودواي على الإنترنت (الإنجليزية)
- إيلا لوغان على موقع أول ميوزيك (الإنجليزية)
- إيلا لوغان على موقع ديسكوغز (الإنجليزية)
- إيلا لوغان على موقع قاعدة بيانات الفيلم (الإنجليزية)
- إيلا لوغان على موقع كينوبويسك (الروسية)